# شتيفان ماير (سياسي ألماني)
شتيفان ماير (بالألمانية: Stefan Meier)‏ هو سياسي ألماني، ولد في 1889 في تيتيزيه-نويشتات في ألمانيا، وتوفي في 1944 في معسكر اعتقال ماوتهاوزن في النمسا. حزبياً، نشط في الحزب الديمقراطي الاجتماعي الألماني. وقد انتخب عضو مجلس النواب الألماني للجمهورية فايمار.